# Райли, Гари
Гари Райли (род. 19 ноября 1963 года) — американский актёр.

## Биография
Гари Райли родился в Сант-Луисе, штат Миссури, США 19 ноября 1963 года. Американский актёр, сыграл более чем в 25 фильмах. Наиболее известен ролью в фильме «Останься со мной» («Stand By Me»), где он сыграл Чарли Хогана. Также актёр снимался в эпизодах таких фильмов, как «Назад в будущее», «Безжалостные люди», «Летняя школа», а также снимался как гость в телевизионных шоу.